# HD 118349
HD 118349，又名CD-25 9900，SAO 181790、HR 5120，是一颗恒星，视星等为5.78，位于銀經315.38，銀緯35.28，其B1900.0坐标为赤經13h 31m 15.4s，赤緯-25° 35.28′ 6″。